# Замок Амлисхаген
Замок Амлисхаген (нем. Burg Amlishagen) — средневековый замок, расположенный над долиной реки Бреттах в деревне Амлисхаген (город Гераброн).

## Исторический очерк
Замок был возведён в XIII в., и впервые письменно упомянут под именем «Амелусхаген» в 1253 г. Его первыми владельцами и, вероятно, строителями, были представители рода одноимённого рода, известные как бенефициары (вассалы) графов Гогенлоэ-Браунэк. Замок примечателен ярко выраженным шильдмауэром (особо высокой и толстой частью внешней стены).
В XIV в. замок Амлисхаген сначала частично, а затем и полностью был передан в управление рыцарского рода фон Вольмерсхаузен (нем. Ritter von Wollmershausen), при которых он был расширен и перестроен во второй половине столетия. Около 1580—1600 гг. замок был расширен повторно, обретя свой современный облик.
С пресечением рода Вольмерсхаузен в начале XVIII в. Амлисхаген многократно менял своих владельцев, до тех пор пока в октябре 1821 г. не был куплен Иоганном Карлом фон Горлахером (нем. Johann Karl von Horlacher, 1769—1852), лейб-медиком фельдмаршала Блюхера, один из потомков которого и сегодня владеет замком.

## Современное использование
Замок является частным владением и используется как жилой дом. В части замка, археологически подробно исследованной при реставрационных и реконструкционных работах в 1980-х гг., открыт музей. Посещение возможно только в летние месяцы: начиная с Пасхи и вплоть до 31 октября.